# Дон Бейкон
Дональд Джон Бейкон (англ. Donald John Bacon; нар. 16 серпня 1963, штат Іллінойс) — американський бригадний генерал ВПС США у відставці, з 2017 р. представляє 2-й виборчий округ штату Небраска у Палаті представників США.

## Життєпис
У 1984 р. закінчив Університет Північного Іллінойсу, пізніше навчався в Університеті Фінікса і Національному воєнному коледжі. Член Республіканської партії. Бейкон працював помічником конгресмена Джеффа Фортенберрі, викладав в Університеті Белв'ю.